# Ферн-Парк (Флорида)
Ферн-Парк (англ. Fern Park) — переписна місцевість (CDP) в США, в окрузі Семінол штату Флорида. Населення — 8205 осіб (2020).

## Географія
Ферн-Парк розташований за координатами 28°38′53″ пн. ш. 81°20′44″ зх. д. / 28.64806° пн. ш. 81.34556° зх. д. (28.648192, -81.345571).  За даними Бюро перепису населення США в 2010 році переписна місцевість мала площу 5,91 км², з яких 5,15 км² — суходіл та 0,76 км² — водойми.

## Демографія
Згідно з переписом 2010 року, у переписній місцевості мешкали 7704 особи в 3345 домогосподарствах у складі 1986 родин. Густота населення становила 1304 особи/км².  Було 3690 помешкань (624/км²).
Расовий склад населення:
| - 83,2 % — білих - 8,2 % — чорних або афроамериканців - 1,8 % — азіатів - 0,5 % — корінних американців - 3,8 % — осіб інших рас |

До двох чи більше рас належало 2,4 %. Частка іспаномовних становила 16,0 % від усіх жителів.
За віковим діапазоном населення розподілялося таким чином: 18,8 % — особи молодші 18 років, 62,2 % — особи у віці 18—64 років, 19,0 % — особи у віці 65 років та старші. Медіана віку мешканця становила 42,9 року. На 100 осіб жіночої статі у переписній місцевості припадало 94,8 чоловіків;  на 100 жінок у віці від 18 років та старших — 90,4 чоловіків також старших 18 років.
Середній дохід на одне домашнє господарство  становив 64 071 долар США (медіана — 52 177), а середній дохід на одну сім'ю — 82 104 долари (медіана — 71 393). Медіана доходів становила 47 532 долари для чоловіків та 46 635 доларів для жінок. За межею бідності перебувало 12,1 % осіб, у тому числі 15,0 % дітей у віці до 18 років та 8,2 % осіб у віці 65 років та старших.
Цивільне працевлаштоване населення становило 3769 осіб. Основні галузі зайнятості: освіта, охорона здоров'я та соціальна допомога — 26,3 %, науковці, спеціалісти, менеджери — 16,1 %, фінанси, страхування та нерухомість — 11,6 %, мистецтво, розваги та відпочинок — 11,2 %.